# Kyōto Shiyakusho-mae (metropolitana di Kyoto)
Kyoto Shiyakusho-mae (京都市役所前駅?, Kyoto Shiyakusho-mae-eki) è una stazione della metropolitana di Kyoto che si trova nel quartiere di Nakagyō-ku, nel centro di Kyoto. La stazione è servita dalla linea Tōzai, gestita dall'Ufficio municipale dei trasporti di Kyoto. Il nome della stazione significa "di fronte al municipio di Kyoto", che infatti si trova a poca distanza dalle uscite.

## Struttura
La stazione è costituita da una banchina a isola centrale con due binari sotterranei, ed è dotata di porte di banchina. 
| 1 | Linea Tōzai | per Karasuma-Oike, Nijō e Uzumasa Tenjingawa |
| 2 | Linea Tōzai | per Misasagi, Rokujizō e Hama-Ōtsu           |

## Stazioni adiacenti
| «             | Servizio    | »            |
| Linea Tōzai   | Linea Tōzai | Linea Tōzai  |
| ------------- | ----------- | ------------ |
| Karasuma-Oike | -           | Sanjō-Keihan |